# Manuel José Estrada Cabrera

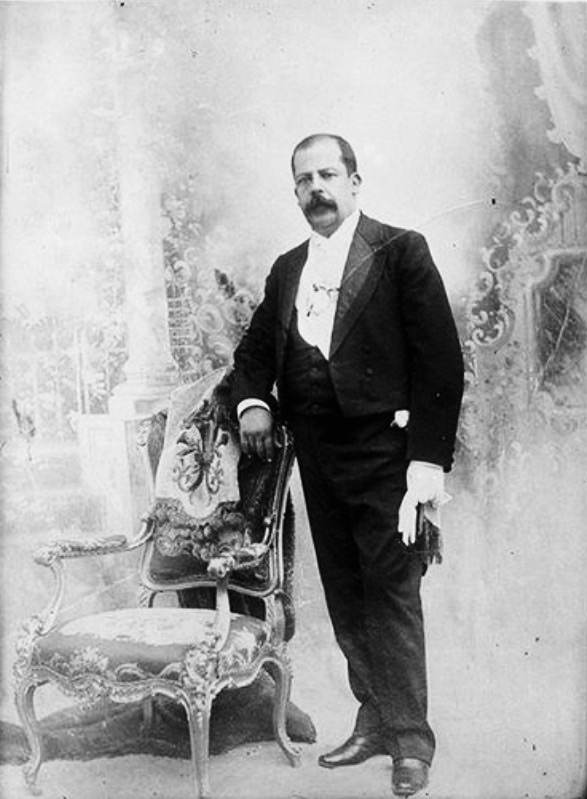
Manuel Estrada Cabrera

Manuel José Estrada Cabrera (* 21. November 1857 in Quetzaltenango, Guatemala; † 24. September 1924 in Guatemala-Stadt) war ein guatemaltekischer Politiker. 22 Jahre lang (1898–1920) amtierte er als diktatorischer Staatspräsident.

## Leben

### Herkunft und frühe Berufslaufbahn
Manuel Estrada wurde als unehelicher Sohn des katholischen Seminaristen (und späteren Priesters) Pedro Estrada Monzón und der Joaquina Cabrera in Quetzaltenango geboren. Sein Vater erkannte ihn zunächst nicht an und er lebte mit seiner Mutter in ärmlichen Verhältnissen. So begann er zunächst eine Tischlerlehre, konnte später jedoch, dank der Förderung durch einen Jesuiten, seine Schulausbildung beenden und ein Jurastudium an der Universidad San Carlos de Guatemala (Centro Universitario del Occidente) absolvieren.
Nach Abschluss des Studiums im Jahre 1881 ließ sich Estrada als Rechtsanwalt und Notar in Quetzaltenango nieder. 1884 heiratete er Desideria Ocampo, mit der er zwei Söhne hatte. Darüber hinaus hatte er 12 außereheliche Kinder von fünf verschiedenen Frauen, die er allesamt anerkannte.
Kurze Zeit nachdem er sich als Anwalt niedergelassen hatte, wurde Estrada zum Amtsrichter zunächst in Retalhuleu, später in Quetzaltenango ernannt, wo er sodann zum Richter am Berufungsgericht aufstieg. Er war Professor und später Dekan der juristischen Fakultät des Centro Universitario del Occidente der Universidad San Carlos de Guatemala in Quetzaltenango.

### Politische Laufbahn
Estrada engagierte sich politisch auf Seiten der Liberalen. Er wurde wiederholt zum Abgeordneten in der Nationalversammlung gewählt. Unter Präsident Barillas wurde er zum Gouverneur (jefe político) des Departements Retalhuleu ernannte.
Im Jahre 1891 wurde Estrada zum Bürgermeister von Quetzaltenango gewählt, wo er sich mit dem – von ihm initiierten und begonnenen – Bau des Theaters (Teatro Municipal) ein bleibendes Denkmal setzte. 1892 berief ihn Präsident Reina in sein Kabinett, wo er das Amt des Justiz- und des Innenministers bekleidete und erster Stellvertreter des Präsidenten (Primer Designado a la Presidencia) war.

### Präsidentschaft
Nach dem gewaltsamen Tod des Präsidenten Reina am 8. Februar 1898 wurde Estrada als dessen erster Stellvertreter vom Kabinett zum Nachfolger ernannt. 1905, 1911 und 1917 wurde er durch Wahlen im Amt bestätigt, denen es jedoch angesichts der Verfolgung, Inhaftierung, Ermordung und Ausweisung zahlreicher oppositioneller Politiker durch die Geheimpolizei an Legitimität fehlte. Insgesamt brachte es Estrada auf eine Amtszeit von 22 Jahren und damit auf die längste Amtszeit in der Geschichte Guatemalas. Dabei konnte sich Estrada auf die Unterstützung der Nationalversammlung verlassen, deren Präsident Arturo Ubico (der Vater des späteren Präsidenten Jorge Ubico Castañeda) einer seiner treuesten Gefolgsleute war.
Zu den wichtigsten Maßnahmen seiner Regierung gehörten:
- Die Wiedereröffnung der unter Präsident Reina geschlossenen Schulen und zahlreiche Maßnahmen zur Förderung der Bildung,
- der Erlass eines Landwirtschafts- und Bergbaugesetzes (Código de Agricultura y Minería) und die Schaffung eines Landwirtschaftsministeriums,
- verschiedene soziale Maßnahmen, u. a. zur Verbesserung der Situation alleinerziehender Mütter und ihrer Kinder, älterer Menschen sowie arbeitsunfähiger Arbeiter,
- die Fertigstellung der Eisenbahn zwischen Guatemala-Stadt und der Karibikküste, sowie weiterer Eisenbahn-, Straßen- und Telegraphenverbindungen,
- die Fertigstellung des Hochseehafens in Puerto Barrios.

Unter der Regierung Estrada erlebte Guatemala einen starken Wirtschaftsaufschwung. Dieser hing im Wesentlichen mit dem massiven Engagement ausländischer, vor allem US-amerikanischer und deutscher Unternehmen, wie z. B. der United Fruit Company, zusammen. Der Regierung Estrada fällt dabei jedoch die Verantwortung dafür zur Last, vielfach für Guatemala außerordentlich ungünstige Bedingungen (umfangreiche Landschenkungen, vollständige Steuerbefreiungen etc.) für die Investitionen dieser Unternehmen ausgehandelt zu haben. Land der indigenen Bevölkerung wurde dabei enteignet, die heimatlos gewordenen Menschen wurden in die Städte vertrieben, wo sie der Proletarisierung unterlagen, oder zur Arbeit auf den Plantagen gezwungen.
Im Jahre 1906 kam es auf Initiative des im mexikanischen Exil lebenden früheren Präsidenten Barillas zu einem Aufstand gegen die Regierung Estrada, der von den Regierungen der meisten übrigen mittelamerikanischen Staaten unterstützt wurde. Unter anderem mit Hilfe des mexikanischen Präsidenten Porfirio Díaz und des amerikanischen Präsidenten Theodore Roosevelt gelang es Estrada jedoch, die zentralamerikanische Krise beizulegen und den Aufstand niederzuschlagen. Im März des Folgejahres fiel Barillas in Mexiko-Stadt einem Attentat zum Opfer, das von Estrada angeordnet worden sein soll.
Im Laufe seiner Regierungszeit kam es auch zu mehreren (nach eigenen Aussagen Estradas sechs) Attentaten auf Präsident Estrada. Beispielsweise schoss der junge Offizieranwärter Víctor M. Vega im Jahre 1908 anlässlich eines offiziellen Festaktes im Präsidentenpalast aus nächster Nähe auf Estrada, der sich jedoch zufälligerweise im entscheidenden Moment duckte und nur an einem Finger verletzt wurde. Diesen Vorfall nahm Estrada zum Anlass, zahlreiche oppositionelle Mitglieder der Militärakademie (Escuela Politécnica) erschießen zu lassen und die Akademie zu schließen.
Ab 1917 geriet die Regierung Estrada verstärkt unter Druck. Hierfür gab es mehrere Gründe: Zunächst einmal verlor die Regierung aufgrund einer verfehlten Finanzpolitik, die eine massive Inflation zur Folge hatte, die Sympathien sowohl der Kaufleute und der jungen, aufstrebenden Industrie, als auch der ärmeren Bevölkerungsschichten. Darüber hinaus erhöhten die schweren Erdbeben, die 1917 und 1918 große Teile von Guatemala-Stadt zerstörten, noch die Not der durch die Finanzpolitik bereits getroffenen Bevölkerung. Zudem verlor Estrada auch die Unterstützung der US-Regierung, als er sich weigerte, die während des Ersten Weltkriegs beschlagnahmten deutschen Vermögenswerte an die USA herauszugeben.

### Sturz und Tod
Am 11. März 1920 fand in Guatemala-Stadt eine von der Unionistischen Partei (Partido Unionista) organisierte Demonstration zugunsten einer Wiederherstellung der Zentralamerikanischen Föderation statt. Dabei kam es zu Schüssen (deren tatsächliche Urheber und Hintergründe ungeklärt sind), denen der Demonstrant Benjamín Castro zum Opfer fiel. Dieser Vorfall führte zu einer Radikalisierung der Proteste, die sich nun unmittelbar gegen den Präsidenten richteten. Die Auseinandersetzung zwischen der Regierung Estrada und den Anhängern der Unionistischen Partei eskalierten in den folgenden Tagen und nahmen die Züge eines Bürgerkriegs an. Es kam zu zahlreichen Todesopfern auf beiden Seiten.
Am 8. April erklärte der Privatsekretär des Präsidenten, General José María Letona, den Präsidenten gegenüber der Nationalversammlung für geistig gestört. Angesichts dieser Erklärung beschloss die Nationalversammlung, den Präsidenten vom Amt zu suspendieren. Wenige Tage später, am 14. April, erklärte Estrada seinen Rücktritt.
Estrada wurde zunächst in der früheren Militärakademie und später in einem von seinem Sohn Joaquín angemieteten Haus unter Arrest gestellt und wegen unter seiner Regierung begangener Verbrechen angeklagt. Er übernahm selbst seine Verteidigung. Die meisten der über 60 Verfahren konnten jedoch nicht abgeschlossen werden, da Estrada am 24. September 1924 starb. Er wurde unter großer Anteilnahme des seine Diktatur unterstützenden Teils der Bevölkerung in Quetzaltenango beigesetzt.

## Ehrungen
Estrada erhielt im Laufe seiner Präsidentschaft 37 Orden und Auszeichnungen u. a. von Spanien, dem Deutschen Reich, den USA, Brasilien, Griechenland und Portugal, obwohl er in seinem Leben Guatemala nur ein einziges Mal für eine kurze Mission nach Costa Rica im Jahre 1897 verließ.

## Literarische Rezeption
Manuel Estrada diente dem guatemaltekischen Literaturnobelpreisträger Miguel Ángel Asturias als Vorbild für seinen 1946 erschienenen Roman "Der Herr Präsident" (El Señor Presidente).